# Robinson 2010
Robinson 2010 var den 13:e säsongen av realitysåpan Expedition Robinson. Efter att förra säsongen sänts valde TV4 att återigen satsa på en till säsong av programserien. Säsongens första avsnitt sändes den 7 oktober 2010 och avslutades den 18 december samma år. I samma veva som TV4 annonserade ut att man skulle göra en ytterligare säsong bestämdes det också att Paolo Roberto skulle fortsätta som programledare. Säsongen spelades in under maj och juni 2010 i Filippinerna.. Erik Svedberg, 27 år från Sundsvall, blev slutgiltig segrare.
TV4 bestämde sig i december 2010 för att göra ytterligare en säsong av Robinson som kommer att sändas någon gång under år 2011.

## Övrigt
- De första ansökningarna som togs emot via tv4.se försvann på grund av ett fel i formuläret[5].
- I slutcastingen hade Paolo Roberto varit med och slutkört deltagarna för att minimera avhopp under säsongens gång.
- Programmet bytte sändningstid - från lördagar till torsdagar.
- Precis som i föregående säsongen sändes de tre sista avsnitten under samma vecka.

## Deltagare
Den 4 oktober 2010 avslöjade TV4 vilka som skulle deltaga i Robinson 2010. Veckan före släppte TV4 en trailer som avslöjade tre av deltagarna. I tredje programmet tillkom tre jokrar (markerade i fet kursivt).
- Anders "Löken" Löfgren, 51 år, Gustafs
- Daniel Sjökvist, 36 år, Gotland
- Elin Bjerre, 24 år, Stockholm
- Erik Svedberg, 27 år, Sundsvall
- Flavia Rydström, 27 år, Skövde
- Gurkan Gökhan Gasi, 26 år, Västerås (korad till Sveriges värsta bilförare 2009)
- Heléne Ekelund, 47 år, Trollhättan
- Josefin Bergqvist, 22 år, Ängelholm
- Jukka Hedemäki, 42 år, Dals Rostock
- Kristina "Kinna" Karlsson, 30 år, Motala
- Kristoffer Ekberg, 33 år, Varberg
- Magdalena "Maggie" Divina, 27 år, Märsta
- Marcus Metsomäki, 22 år, Stockholm
- Margareta "Maggan" Kingham, 37 år, Köpenhamn, Danmark
- Mats Juhlin, 40 år, Åkersberga
- Mikaela "Misha" Benes, 37 år, Växjö
- Moa Brismo, 33 år, Åkersberga
- Ozan Kilic, 25 år, Sundbyberg
- Peter Janeröd, 53 år, Linköping
- Sara Shalabi, 31 år, Stockholm
- Tommy Bang, 36 år, Hammarö

## Tävlingen
Robinson 2010 utspelade sig på ön Caramoan i Filippinerna. Breven som deltagarna fick i programmen var daterade med texten "Robinson Caramoan". Varje avsnitt började med ett citat från någon av deltagarna hade sagt i respektive avsnitt. Före första och andra sammanslagningen röstades sammanlagt sju deltagare ut (i ordning: Moa Brismo, Flavia Rydström, Gurkan Gökhan Gasi, Anders "Löken" Löfgren, Josefin Bergqvist, Peter Janeröd och Margareta "Maggan" Kingham). Deltagaren Kristina "Kinna" Karlsson valde att hoppa av Robinson, vilket hon gjorde före första sammanslagningen. 

De från början arton deltagarna började säsongen med att paddla in till Robinsonön och därefter avgjordes den första tävlingen, som avgjorde vilka två som blev lagkaptener (Daniel Sjöqvist och Erik Svedberg) och dess sekundanter i de två lagen Buwanga och Sarimanok. Lagmedlemmarna valdes därefter av lagkaptenerna och sekundanterna under en pristävling. Under de första dagarna bodde alla tävlande deltagare på samma strand, men efter en kortare tid flyttade de till varsin strand. 

De tre deltagarna som blev fasttagna i inledningstävlingen (Heléne Ekelund, Margareta "Maggan" Kingham och Ozan Kilic) fick åka båt till en annan ö där de blev satta i en bur under de tre första dagarna, men blev därefter frisläppta och valdes in i de två lagen. Ekelund och Kilic blev invalda i lag Sarimanok, medan Kingham blev invald i Buwanga.

Under avsnitt 2-5 skapades ett tredje lag: lag Kalis, som fylldes på av medlemmar från bägge lagen men även av tre jokrar (Kristoffer Ekberg, Magdalena "Maggie" Divina och Tommy Bang). Första lagmedlemmen blev Josefin Bergqvist, som förlorades i en Robinsontävling. Därefter tillkom jokrarna och sedan Buwangas och Sarimanoks lagkaptener. De sista medlemmarna blev Elin Bjerre och Mikaela "Misha" Benes, som röstats ut av Buwanga. I det femte avsnittet slogs Buwanga och Sarimanok ihop och bildade nya lag Buwanga. Buwanga mötte sedan Kalis i en första Robinsontävling, som vanns av Buwanga. Ingen av de kvarvarande i de två tidigare lagen visste om Kalis existens förrän första sammanslagningen skett. Mellan avsnitt 5-8 var det två lag, men i avsnitt åtta blev det en andra sammanslagning. 

Den andra sammanslagningen började med att Paolo Roberto kom till bägge lagens läger mitt i natten (mellan dag 23 och 24) och tog med dem till ett extrainsatt öråd. Där skulle lagen rösta ut en lagmedlem per lag. Därefter blev Buwanga och Kalis ett sammanslaget lag: lag Lubad, medan de två som röstats ut (Maggie och Ozan) hamnade på det halvdöda laget Charons flotte. 

Ytterligare fem deltagare röstades ut i öråd och hamnade på Charons flotte (i ordning: Elin Bjerre, Daniel Sjöqvist, Mats Juhlin, Sara Shalabi och Tommy Bang). Deltagarna Marcus Metsomäki och Misha Benes fick lämna Robinson utan att komma till flotten. Däremot fick det, fram till avsnitt 12, inte bo fler än tre personer på flotten. När då den fjärde medlemmen kom fick de tre dåvarande lagmedlemmarna utkämpa en utslagstävling. Magdalena "Maggie" Divina och Ozan Kilic förlorade dessa tävlingar och åkte ut. I Lubad utkämpade de kvarvarande deltagarna, som fram till avsnitt 12, inte visste om Charons existens. Vid varje pris- och Robinsontävling fick vinnaren en trofé som fästes på deltagarens halsband. Den som kom sist i Robinsontävlingen fick en extraröst på sig i örådet, men i semifinalsprogrammet åkte den som kom sist ut istället. 

I finalen fick de fem på Charons flotte utkämpa en tävling om vem som skulle få komma tillbaka till Lubad igen. Därefter fick de fem kvarvarande i Lubad tävla om två platser i finalen. Samma kväll kom de som röstats ut efter sammanslagningen tillbaka för en middag på stranden. Där meddelades att den av de tre kvarvarande som inte gått till final, som hade flest troféer på sitt halsband, fick komma tillbaka till tävlingen igen. Dagen efter röstade de utslagna ut en av de tre finalisterna och de två kvarvarande fick göra en sista tävling som avgjorde vem som blev Robinson 2010.

## Tävlingsresultat
Tabellen nedan redovisar vilket lag eller vilken/vilka personer som vann pris- och Robinsontävlingarna, samt vem som röstades ut.
| Avsnitt    | Sändningsdatum   | Tävlingar                     | Tävlingar         | Utröstade/ Hemskickade                                                    | Totalt antal örådsröster                                        | Slutplacering                                                   | Tittarsiffror |
| Avsnitt    | Sändningsdatum   | Pris- tävling                 | Robinson- tävling | Utröstade/ Hemskickade                                                    | Totalt antal örådsröster                                        | Slutplacering                                                   | Tittarsiffror |
| ---------- | ---------------- | ----------------------------- | ----------------- | ------------------------------------------------------------------------- | --------------------------------------------------------------- | --------------------------------------------------------------- | ------------- |
| 1          | 7 oktober 2010   | Buwanga                       | Daniel, Erik      | Örådet visades i det andra avsnittet istället för i det första.           | Örådet visades i det andra avsnittet istället för i det första. | Örådet visades i det andra avsnittet istället för i det första. | 913 000       |
| 1          | 7 oktober 2010   | Buwanga                       | Buwanga           | Örådet visades i det andra avsnittet istället för i det första.           | Örådet visades i det andra avsnittet istället för i det första. | Örådet visades i det andra avsnittet istället för i det första. | 913 000       |
| 2          | 14 oktober 2010  | Sarimanok                     | Buwanga           | Moa                                                                       | 4−3                                                             | Första utröstade Dag 3                                          | 922 000       |
| 2          | 14 oktober 2010  | Sarimanok                     | Buwanga           | Flavia                                                                    | 4−2−1                                                           | Andra utröstade Dag 6                                           | 922 000       |
| 3          | 21 oktober 2010  | Buwanga                       | Buwanga           | Gurkan                                                                    | 4−2−2                                                           | Tredje utröstade Dag 10                                         | 921 000       |
| 4          | 28 oktober 2010  | Kalis                         | Sarimanok         | Löken                                                                     | 6−2                                                             | Fjärde utröstade Dag 13                                         | 935 000       |
| 5          | 4 november 2010  | Buwanga                       | Buwanga           | Kinna                                                                     |                                                                 | Hoppade av tävlingen Dag 14                                     | 927 000       |
| 5          | 4 november 2010  | Buwanga                       | Buwanga           | Elin [Misha]                                                              | 4−2−1                                                           | Utröstade till lag Kalis Dag 15                                 | 927 000       |
| 5          | 4 november 2010  | Buwanga                       | Buwanga           | Örådet visades i det sjätte avsnittet istället för i det femte avsnittet. |                                                                 |                                                                 | 927 000       |
| 6          | 11 november 2010 | Kalis                         | Kalis             | Josefin                                                                   | 7−1                                                             | Femte utröstade Dag 16                                          | 853 000       |
| 6          | 11 november 2010 | Kalis                         | Kalis             | Peter                                                                     | 6−1−1                                                           | Sjätte utröstade Dag 19                                         | 853 000       |
| 7          | 18 november 2010 | Buwanga                       | Kalis             | Margareta                                                                 | 6−1                                                             | Sjunde utröstade Dag 22                                         | 964 000       |
| 8          | 25 november 2010 | Buwanga                       | Daniel            | Ozan                                                                      | 4−2                                                             | Utröstade till lag Charon Dag 24                                | 862 000       |
| 8          | 25 november 2010 | Buwanga                       | Daniel            | Maggie                                                                    | 6−1                                                             | Utröstade till lag Charon Dag 24                                | 862 000       |
| 8          | 25 november 2010 | Buwanga                       | Daniel            | Elin                                                                      | 8−3−1                                                           | Utröstad till lag Charon Dag 26                                 | 862 000       |
| 9          | 2 december 2010  | Erik                          | Mats              | Daniel                                                                    | 6−4−1                                                           | Utröstad till lag Charon Dag 30                                 | 847 000       |
| 10         | 9 december 2010  | Heléne                        | Erik              | Maggie                                                                    |                                                                 | Förlorade Charons tävling Dag 32                                | 868 000       |
| 10         | 9 december 2010  | Heléne                        | Erik              | Örådet visades i elfte avsnittet istället för i det tionde.               |                                                                 |                                                                 | 868 000       |
| 11         | 16 december 2010 | Kristoffer Marcus Misha Tommy | Erik              | Mats                                                                      | 5−4−1                                                           | Utröstad till lag Charon Dag 33                                 | 815 000       |
| 11         | 16 december 2010 | Kristoffer Marcus Misha Tommy | Erik              | Kristoffer Marcus Misha Tommy                                             |                                                                 | Utröstade/kom tillbaka Dag 33                                   | 815 000       |
| 11         | 16 december 2010 | Kristoffer Marcus Misha Tommy | Erik              | Ozan                                                                      |                                                                 | Förlorade Charons tävling Dag 34                                | 815 000       |
| 11         | 16 december 2010 | Kristoffer Marcus Misha Tommy | Erik              | Marcus                                                                    | 8−1                                                             | Åttonde utröstade Dag 35                                        | 815 000       |
| 12         | 17 december 2010 | Kristoffer                    | Heléne            | Misha                                                                     |                                                                 | Förlorade tävlingen/ Hoppade av Dag 37                          | 765 000       |
| 12         | 17 december 2010 | Kristoffer                    | Heléne            | Sara                                                                      | Förlorade tävlingen/ Förflyttad till lag Charon Dag 39          |                                                                 | 765 000       |
| 12         | 17 december 2010 | Kristoffer                    | Heléne            | Tommy                                                                     | 3−1−1                                                           | Utröstad till lag Charon Dag 39                                 | 765 000       |
| 13 Finalen | 18 december 2010 | Mats                          | Mats              | Daniel Elin Sara Tommy                                                    |                                                                 | Eliminerade i tävling Dag 40                                    | 1 145 000     |
| 13 Finalen | 18 december 2010 | Erik                          | Heléne            | Kristoffer Jukka                                                          |                                                                 | Förlorade finalchansen Dag 41                                   | 1 145 000     |
| 13 Finalen | 18 december 2010 | Mats                          |                   | Kristoffer Jukka                                                          |                                                                 | Förlorade finalchansen Dag 41                                   | 1 145 000     |
| 13 Finalen | 18 december 2010 | Jury- röstning                | Jury- röstning    | Mats                                                                      | 7−3                                                             | Nionde utröstade Dag 42                                         | 1 145 000     |
| 13 Finalen | 18 december 2010 | Tävling                       | Tävling           | Heléne                                                                    |                                                                 | Andra plats Dag 42                                              | 1 145 000     |
| 13 Finalen | 18 december 2010 | Tävling                       | Tävling           | Erik                                                                      | Robinson 2010 Dag 42                                            |                                                                 | 1 145 000     |

### Örådsresultat
Tabellen nedan redovisar vem som lade sin röst på respektive person i öråden. Det första och det femte avsnittet slutade med öråd som inte visades klart i det programmet, utan visades först i det nästkommande avsnittet. I avsnitt fem hölls därför endast ett fältöråd som bestämde vem (vilka) som skulle lämna lag Buwanga innan sammanslagningen. 
| Stadium: | Stadium:          | Lagen före sammanslagningen | Lagen före sammanslagningen | Lagen före sammanslagningen | Lagen före sammanslagningen | Lagen före sammanslagningen | Lagen före sammanslagningen | Lagen efter första sammanslagningen | Lagen efter första sammanslagningen | Lagen efter första sammanslagningen | Lagen efter första sammanslagningen | Lagen efter första sammanslagningen | Lagen efter andra sammanslagningen | Lagen efter andra sammanslagningen | Lagen efter andra sammanslagningen | Lagen efter andra sammanslagningen | Lagen efter andra sammanslagningen | Lagen efter andra sammanslagningen | Lagen efter andra sammanslagningen | Lagen efter andra sammanslagningen |          |
| Datum:   | Datum:            | 7/10                        | 14/10                       | 14/10                       | 21/10                       | 28/10                       | 4/11                        | 11/11                               | 11/11                               | 18/11                               | 25/11                               | 25/11                               | 25/11                              | 2/12                               | 9/12                               | 16/12                              | 16/12                              | 16/12                              | 17/12                              | 18/12                              |          |
| Plats    | Tävlande          | Resultat                    | Resultat                    | Resultat                    | Resultat                    | Resultat                    | Resultat                    | Resultat                            | Resultat                            | Resultat                            | Resultat                            | Resultat                            | Resultat                           | Resultat                           | Resultat                           | Resultat                           | Resultat                           | Resultat                           | Resultat                           | Resultat                           | Resultat |
| 1        | Erik Svedberg     |                             | Gurkan                      | Flavia                      | Gurkan                      |                             |                             | Josefin                             |                                     |                                     |                                     | Maggie                              | Mats                               | Marcus                             |                                    | Mats                               |                                    | Marcus                             | Tommy                              | Vinnare                            |          |
| 2        | Heléne Ekelund    |                             |                             | Flavia                      | Gurkan                      |                             |                             |                                     | Peter                               | Maggan                              | Marcus                              |                                     | Elin                               | Daniel                             |                                    | Mats                               |                                    | Marcus                             | Tommy                              | Tvåa                               |          |
| 3        | Mats Juhlin       |                             |                             |                             |                             | Löken                       | Elin                        |                                     | Peter                               | Maggan                              | Ozan                                |                                     | Elin                               | Daniel                             |                                    | {{{1}}}                            |                                    |                                    |                                    |                                    |          |
| 4        | Jukka Hedemäki    |                             |                             |                             |                             | Löken                       | Elin                        |                                     | Sara                                | Maggan                              | Ozan                                |                                     | Elin                               | Daniel                             |                                    | Kristoffer                         |                                    | Marcus                             | Erik                               | Erik                               |          |
| 4        | Kristoffer Ekberg |                             |                             |                             |                             |                             |                             | Josefin                             |                                     |                                     |                                     | Maggie                              | Elin                               | Marcus                             |                                    | Mats                               | [ N 4 ]                            | Marcus                             | Tommy                              | Mats                               |          |
| 6        | Tommy Bang        |                             |                             |                             |                             |                             |                             | Josefin                             |                                     |                                     |                                     | Maggie                              | Elin                               | Kristoffer                         |                                    | Mats                               | [ N 4 ]                            | Marcus                             | {{{1}}}                            | Mats                               |          |
| 6        | Sara Shalabi      |                             |                             |                             |                             | Löken                       | Maggan                      |                                     | Peter                               | Maggan                              | Ozan                                |                                     | Elin                               | Daniel                             |                                    | Kristoffer                         |                                    | Marcus                             |                                    | Mats                               |          |
| 6        | Daniel Sjökvist   |                             |                             |                             |                             |                             |                             | Josefin                             |                                     |                                     |                                     | Maggie                              | Mats                               | {{{1}}}                            |                                    |                                    |                                    |                                    |                                    | Mats                               |          |
| 6        | Elin Bjerre       |                             |                             |                             |                             | Misha                       | Maggan                      | Josefin                             |                                     |                                     |                                     | Maggie                              | {{{1}}}                            |                                    |                                    |                                    |                                    |                                    |                                    | Mats                               |          |
| 10       | Misha Benes       |                             |                             |                             |                             | Löken                       | Elin                        | Josefin                             |                                     |                                     |                                     | Maggie                              | Elin                               | Daniel                             |                                    | Mats                               | [ N 4 ]                            | Marcus                             |                                    | Mats                               |          |
| 11       | Marcus Metsomäki  |                             |                             |                             |                             | Löken                       | Elin                        |                                     | Peter                               | Maggan                              | Ozan                                |                                     | Elin                               | Daniel                             |                                    | Kristoffer                         | [ N 4 ]                            | {{{1}}}                            |                                    | Erik                               |          |
| 12       | Ozan Kilic        |                             |                             | Flavia                      | Gurkan                      |                             |                             |                                     | Peter                               | Maggan                              | {{{1}}}                             |                                     |                                    |                                    |                                    |                                    |                                    |                                    |                                    | Mats                               |          |
| 13       | Maggie Divina     |                             |                             |                             |                             |                             |                             | Josefin                             |                                     |                                     |                                     | {{{1}}}                             |                                    |                                    |                                    |                                    |                                    |                                    |                                    | Erik                               |          |
| 14       | Margareta Kingham |                             |                             |                             |                             | Löken                       | Misha                       |                                     | Peter                               | Ozan                                |                                     |                                     |                                    |                                    |                                    |                                    |                                    |                                    |                                    |                                    |          |
| 15       | Peter Janeröd     |                             | Gurkan                      | Flavia                      | Gurkan                      |                             |                             |                                     | Marcus                              |                                     |                                     |                                     |                                    |                                    |                                    |                                    |                                    |                                    |                                    |                                    |          |
| 16       | Josefin Bergqvist |                             | Moa                         |                             |                             |                             |                             | Kristoffer                          |                                     |                                     |                                     |                                     |                                    |                                    |                                    |                                    |                                    |                                    |                                    |                                    |          |
| 17       | Kinna Karlsson    |                             | Moa                         | Peter                       | Heléne                      |                             |                             |                                     |                                     |                                     |                                     |                                     |                                    |                                    |                                    |                                    |                                    |                                    |                                    |                                    |          |
| 18       | Löken Löfgren     |                             |                             |                             |                             | Misha                       |                             |                                     |                                     |                                     |                                     |                                     |                                    |                                    |                                    |                                    |                                    |                                    |                                    |                                    |          |
| 19       | Gurkan Gasi       |                             | Moa                         | Kinna                       | Heléne                      |                             |                             |                                     |                                     |                                     |                                     |                                     |                                    |                                    |                                    |                                    |                                    |                                    |                                    |                                    |          |
| 20       | Flavia Rydström   |                             | Moa                         | Peter                       |                             |                             |                             |                                     |                                     |                                     |                                     |                                     |                                    |                                    |                                    |                                    |                                    |                                    |                                    |                                    |          |
| 21       | Moa Brismo        |                             | Gurkan                      |                             |                             |                             |                             |                                     |                                     |                                     |                                     |                                     |                                    |                                    |                                    |                                    |                                    |                                    |                                    |                                    |          |

| Kvinnor | Män | Hoppade av tävlingen | Röstade | Röstade inte                 | Den utslagnes röst | Tillhörde lag Kalis innan första sammanslagningen (röstade inte) | Tillhörde lag Buren (röstade inte) | Tillhörde lag Charon (röstade inte) |
| Kvinnor | Män | Hoppade av tävlingen | Röstade | Medverkar ej i tävlingen/TBA | Den utslagnes röst | Tillhörde lag Kalis innan första sammanslagningen (röstade inte) | Tillhörde lag Buren (röstade inte) | Tillhörde lag Charon (röstade inte) |

## Laguppställningar

### Lagen före första sammanslagningen
I första programmet delades de tävlande i tre lag beroende på hur de hade lyckats hittills i tävlingen. I det andra programmet fick deltagarna i lag Buren komma tillbaka till tävlingen igen och blev indelade i dessa två lag. I tredje programmet skapades "lag Kalis" med tre jokrar, som under de ytterligare två programmen fylldes på av nya medlemmar från de andra lagen. De deltagare som tog sig vidare till sammanslagningen står i bokstavsordning. Övriga listas rött i den ordningen som de röstades ut i.
| Nr | Lag Buwanga            |
| 1  | Jukka Hedemäki         |
| 2  | Marcus Metsomäki       |
| 3  | Margareta Kingham      |
| 4  | Mats Juhlin            |
| 5  | Sara Shalabi           |
| 6  | Mikaela "Misha" Benes  |
| 7  | Elin Bjerre            |
| 8  | Anders "Löken" Löfgren |
| 9  | Daniel Sjökvist        |

| Nr | Lag Sarimanok             |
| 1  | Heléne Ekelund            |
| 2  | Peter Janeröd             |
| 3  | Ozan Kilic                |
| 4  | Kristina "Kinna" Karlsson |
| 5  | Erik Svedberg             |
| 6  | Gurkan Gökhan Gasi        |
| 7  | Flavia Rydström           |
| 8  | Josefin Bergqvist         |
| 9  | Moa Brismo                |

| Nr | Lag Kalis                 |
| 1  | Daniel Sjökvist           |
| 2  | Erik Svedberg             |
| 3  | Josefin Bergqvist         |
| 4  | Kristoffer Ekberg         |
| 5  | Magdalena "Maggie" Divina |
| 6  | Tommy Bang                |

| Nr | Lag Buren         |
| 1  | Heléne Ekelund    |
| 2  | Margareta Kingham |
| 3  | Ozan Kilic        |

### Lagen efter första sammanslagningen
I avsnitt fem slogs lag Buwanga och Sarimanok ihop och bildade lag Buwanga. De lagmedlemmar som fanns kvar i bägge lagen fick ingå i det laget. Innan sammanslagningen skett fick lag Buwanga rösta ut en person (Elin Bjerre) och den utröstade fick välja en till person att röstas hem (Mikaela "Misha" Benes). Dessa två placerades i lag Kalis. I Robinsontävlingen i samma avsnitt meddelade Paolo Roberto att det är ingen individuell tävlan, som de flesta deltagare i Buwanga trott, utan det var två nya lag som bildades.
| Nr | Lag Buwanga       |
| 1  | Heléne Ekelund    |
| 2  | Jukka Hedemäki    |
| 3  | Marcus Metsomäki  |
| 4  | Mats Juhlin       |
| 5  | Sara Shalabi      |
| 6  | Ozan Kilic        |
| 7  | Margareta Kingham |
| 8  | Peter Janeröd     |

| Nr | Lag Kalis                 |
| 1  | Daniel Sjökvist           |
| 2  | Elin Bjerre               |
| 3  | Erik Svedberg             |
| 4  | Kristoffer Ekberg         |
| 5  | Mikaela "Misha" Benes     |
| 6  | Tommy Bang                |
| 7  | Magdalena "Maggie" Divina |
| 8  | Josefin Bergqvist         |

### Lagen efter andra sammanslagningen
I det åttonde avsnittet blev det en andra sammanslagning, som gjorde att Buwanga och Kalis slogs ihop till lag Lubad. Samtidigt bildades ett halvdött lag: Charon där de som röstats ut hamnade. Marcus Metsomäki åkte ut och hamnade inte i Charon. Precis som med Kalis visste inte deltagarna i Lubad om Charons existens förrän dagen innan finalerna började. Charons läger var på en flotte i en vik, medan Lubads läger var på den strand där deltagarna landsteg på i första avsnittet.
| Nr | Lag Lubad             |
| 1  | Erik Svedberg         |
| 2  | Heléne Ekelund        |
| 3  | Mats Juhlin           |
| 4  | Jukka Hedemäki        |
| 4  | Kristoffer Ekberg     |
| 6  | Tommy Bang            |
| 7  | Sara Shalabi          |
| 8  | Mikaela "Misha" Benes |
| 9  | Marcus Metsomäki      |
| 10 | Daniel Sjökvist       |
| 11 | Elin Bjerre           |

| Nr | Lag Charon                |
| 1  | Mats Juhlin               |
| 2  | Daniel Sjökvist           |
| 2  | Elin Bjerre               |
| 2  | Sara Shalabi              |
| 2  | Tommy Bang                |
| 6  | Ozan Kilic                |
| 7  | Magdalena "Maggie" Divina |

### Fotnoter
1. ↑  Jakt upp för ett berg där vinnarna fick immunitet och stora fördelar, medan tre deltagare blev fasttagna.
2. 1 2  Kinna hade automatiskt två röster, eftersom hon gjorde ett utbyte om eld i program 2
3. ↑  Elin röstades ut av lag Buwanga och fick välja en person som hon inte tyckte är värd att vinna Robinson, hon valde Misha. Därefter placerades de i lag Kalis.
4. 1 2 3 4 5  Kristoffer, Marcus, Misha och Tommy blev utröstade i örådet, men fick komma tillbaka till tävlingen igen och bildade ett eget lag en pristävling. Efter detta återgick de till lag Lubad igen
5. 1 2 3  I och med att han/hon kom sist i Robinsontävlingen hade den en extraröst i örådet på sig.
6. ↑  I Robinsontävlingen fick lag Kalis som vann tävlingen välja att frälsa en person i Buwanga. De valde att frälsa Marcus
7. 1 2 3 4  Sarimanok vann andra pristävlingen och fick Heléne och Ozan från buren eftersom de gav bort elden och Margareta från buren till lag Buwanga.
8. ↑  Blev utsedd till sekundant i Lag Buwanga av Daniel Sjöqvist.
9. ↑  Misha blev först laglös vid laguppdelningen i avsnitt 1, men efter Robinsontävlingen blev hon en av medlemmarna i Buwanga. I det femte avsnittet blev hon utröstad av Elin Bjerre, men förflyttades istället till lag Kalis.
10. ↑  I det femte avsnittet hade lag Buwanga ett fältråd där de röstade ut henne. Bjerre fick sedan bli förflyttad till lag Kalis.
11. ↑  I programmet kallades han för "Löken" men heter egentligen Anders
12. 1 2  Sjökvist vann den första tävlingen och var därmed lagkapten för lag Buwanga. Under sin tid som lagkapten var han immun mot utröstning, till dess han och Erik Svedberg förflyttades till lag Kalis efter att ha förlorat en pristävling mot lag Kalis.
13. ↑  Blev utsedd till andra sekundant i Lag Sarimanok av Erik Svedberg.
14. 1 2  Svedberg blev tvåa i den första tävlingen och var därmed lagkapten för lag Sarimanok. Under sin tid som lagkapten var han immun mot utröstning, till dess han och Daniel Sjökvist förflyttades till lag Kalis efter att ha förlorat en pristävling mot lag Kalis.
15. 1 2  Josefin utsågs av Erik Svedberg som ett offer i en robinsontävling. Då laget förlorade tävlingen blev hon förflyttad till lag Kalis.
16. ↑  Blev utsedd till sekundant i Lag Sarimanok av Erik Svedberg.
17. ↑  I programmet kallas hon för Maggie men heter egentligen Magdalena. I avsnitt 4 och 5 stod det att hon heter "Khodr" i efternamn, fast hon egentligen heter Divina.
18. 1 2 3 4 5 6  Röstades ut från Robinson, men förflyttades endast till det halvdöda laget Charon.
19. ↑  Mats röstades ut till Lag Charon men kom tillbaka eftersom han blev Charons vinnare.